# WEDO
WE|DO CZ s.r.o. byla přepravní společnost ze skupiny Mall Group poskytující logistické služby se zaměřením na koncového zákazníka. Byla nástupcem přepravní služby Uloženka a spedice InTime, které nahradila 2. listopadu 2020. Mezi její zákazníky patřily hlavně internetové obchody. Společnost zanikla 1. ledna 2024. Samotná kurýrní služba pak fungovala dál pod názvem WeDo by Allegro, od léta 2024 pak s označením One by Allegro.

## Název
Značka WE|DO se skládala ze dvou slov, z nichž první odkazovalo na zaměstnance společnosti a druhé na logistické aktivity, které vykonávali. Bývala prezentována též v rozšířené formě WE|DO deliver, což v angličtině znamená „doručujeme“. Jak ve značce, tak v oficiálním názvu společnosti WE|DO CZ s.r.o., byla tato slova rozdělena znakem svislá čára. V období od 2. do 18. listopadu 2020 byla však společnost zapsána v obchodním rejstříku pod názvem WEIDO CZ s.r.o., tedy s velkým písmenem I uprostřed. Pro svou internetovou prezentaci používala společnost doménové jméno wedo.cz.

## Historie
Společnost Uloženka, poskytující dopravní a logistické služby pro internetové obchody prostřednictvím sítě výdejních míst, vznikla v roce 2012. Kurýrní služba InTime s vlastní sítí doručovacích dep působila na českém trhu od roku 1990. V březnu 2020 byla Uloženka koupena firmou InTime, která se poté v listopadu téhož roku přejmenovala na WE|DO.
Mezi vlastníky společnosti patřila skupina PPF založená Petrem Kellnerem, společnost EC Investments Daniela Křetínského a Patrika Tkáče a investiční skupina Rockaway Jakuba Havrlanta. Po vzniku nové firmy byl výkonným ředitelem Daniel Mareš.
V roce 2022 společnost koupila skupina Allegro.
Společnost zanikla 1. ledna 2024 sloučením do firny Internet Mall, která ke stejnému datu změnila název na Allegro Retail. Ta krátce na to (1. října 2024) také zanikla začleněním do firmy Mall Group.
Po zániku firmy však v rámci nástupnických společností kurýrní služba fungovala dál, nejdříve pod názvem WeDo by Allegro, od léta 2024 pak s označením One by Allegro.

## Služby
Společnost nabízela doručování na adresu, na výdejní místo nebo do doručovacího boxu. Provoz WE|DO boxů byl ukončen k 31. březnu 2023 a tyto boxy byly nahrazeny Alzaboxy.[zdroj?]